# Transilien

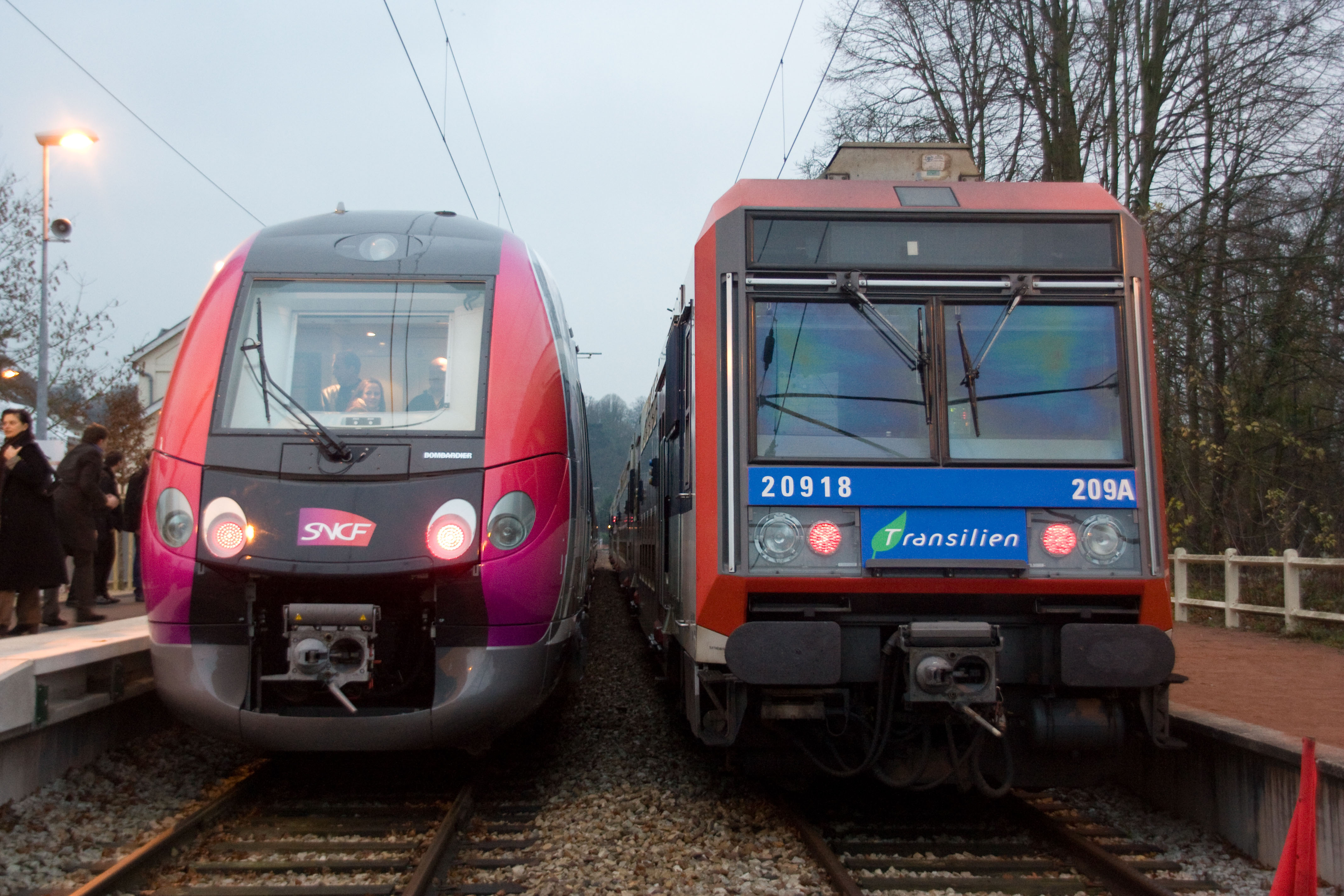
Dwa zespoły trakcyjne Transilien – Z 50000 (z lewej) i Z 20900 (z prawej)

Schemat połączeń Transilien w 2012 roku

Transilien – marka francuskiego przewoźnika kolejowego SNCF, pod którą realizowane są połączenia regionalne na obszarze Île-de-France.
Z pociągów Transilien korzysta średnio 3 mln pasażerów dziennie. W 2013 roku sieć obejmowała 381 stacji i 1280 km linii kolejowych. Sieć obejmuje 14 linii, w tym pięć linii RER (A-E; linie A i B obsługiwane są we współpracy z RATP), jedną linię tramwajową (T4; pozostałe obsługiwane są przez RATP) oraz osiem „właściwych” linii Transilien (H, J, K, L, N, P, R, U).
Pociągi Transilien, podobnie jak metro, nie kursują w godzinach nocnych – pomiędzy 0:30 a 5:30 ich miejsce zajmuje sieć 47 linii autobusowych Noctilien.